# روابط ایران و سوئد
ایران و سوئد دارای روابط دوسویه هستند. از زمان برقراری رابطه دیپلماتیک ایران و سوئد، همکاری‌های اقتصادی و بازرگانی بخش مهمی از روابط دو کشور را تشکیل داده است. شرکت‌های بزرگ صنعتی سوئد در بخش‌های گوناگون اقتصادی و صنعتی ایران حضور دارند. تعداد ایرانیان در سوئد تا سال ۱۳۹۲ خورشیدی، بیش از یکصد هزار نفر گزارش شده‌است. بیشتر این تعداد متخصص و تحصیل کرده می‌باشند.

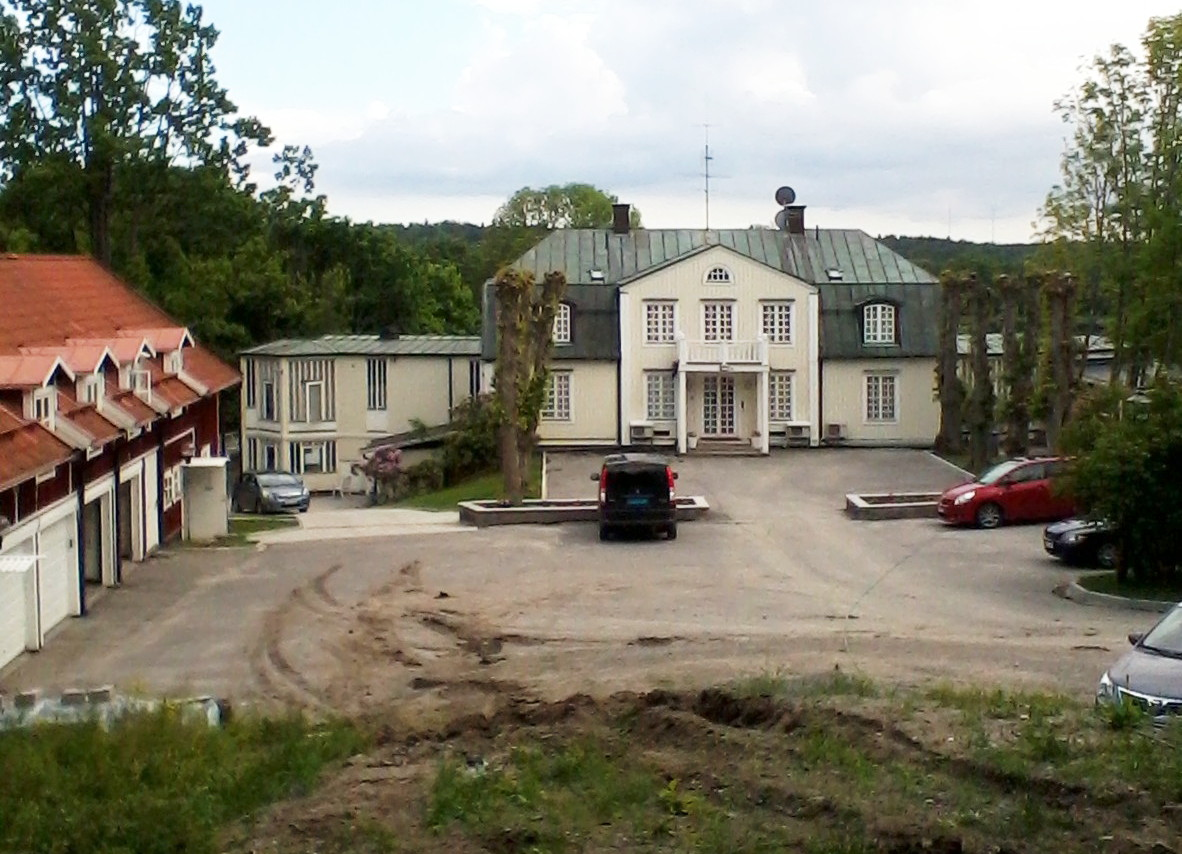
سفارت ایران در سوئد

## تاریخچه
تاریخ آغاز روابط سیاسی میان سوئد و ایران به  دوره صفویه بر می‌گردد و ارنست کمپفر به عنوان اولین سفیر پادشاه سوئد در دربار اصفهان به حضور شاه سلیمان صفوی رسید.
در دوره قاجار و به سال ۱۲۷۵ قمری در زمان پادشاهی ناصرالدین شاه باز می‌گردد. در سال ۱۳۰۵ قمری ناصرالدین شاه سفیر ایران در استانبول را به عنوان سفیر فوق‌العاده به دربار پادشاه سوئد و نروژ فرستاد. سال بعد اسکار دوم پادشاه سوئد و نروژ در پاسخ به این اقدام ایران، سفیر فوق‌العاده خود را به سوی ایران گسیل داشت. سفیر جدید در تهران، نامه پادشاه سوئد را به ناصرالدین شاه تقدیم کرد و خطابه‌ای به زبان فرانسوی ایراد نمود. در دورره احمد شاه قاجار، روابط دو کشور وارد مرحله جدید و گسترده‌ای گردید و روابط نظامی و سیاسی طرفین توسعه پیدا کرد. دولت مرکزی ایران جهت برقراری نظم و امنیت در جامعه تصمیم به بکارگیری مستشاران خارجی در اداره نظمیه گرفت. در آغاز کشورهای ایتالیا و فرانسه مورد توجه بودند اما به خاطر درگیری‌های بریتانیا و روسیه از پذیرش این امر خودداری کردند. دولت ایران به سوئد مراجعه و خواستار اعزام مستشار نظامی از این کشور شد که دولت این کشور با اعزام عده‌ای از مستشاران خود به ایران موافقت نمود.
در بهمن ۱۳۹۲ وزیر امور خارجه سوئد پس از ۱۳ سال به ایران سفر کرد.

## سوئد و برنامه اتمی ایران
رئیس کمیسیون امورخارجه پارلمان سوئد در سال ۲۰۰۸ میلادی گفت: ایران حق دارد در صنعت هسته‌ای به شکلی صلح‌آمیز پیشرفت داشته باشد. وی همچنین خواستار یک راه حل دیپلماتیک دربارهٔ برنامه هسته‌ای ایران شد. راه حلی که مورد پذیرش دو طرف مذاکره باشد. در سال ۲۰۰۷ میلادی کریستوفر جیلنستیرنا سفیر سوئد در ایران گفت: به دلیل این که بازرگانان و تجار سرمایه‌گذاری بزرگی در سوئد کرده‌اند، تحریم‌ها نمی‌تواند در رابطه اقتصادی ایران و سوئد تأثیر بگذارد.
در فوریه ۲۰۰۹ میلادی (بهمن ۱۳۸۸ خورشیدی) سوئد به همراه کشورهای یونان، اتریش، اسپانیا و قبرس بر تحریم‌های اضافه شده بر ایران مخالفت کردند.
پس از توافق اتمی وین و آغاز روند گام به گام برداشتن تحریم‌های یکجانبه علیه ایران، شرکت‌های تجاری سوئد، از جمله اریکسون و اسکانیا، از برنامه‌ریزی خود برای ورود به بازار مصرف ایران خبر دادند.

## روابط بازرگانی در سال ۲۰۱۲ میلادی
آمار منتشر شده از روابط بازرگانی ایران با سوئد در سال ۲۰۱۲، حاکی از کاهش روابط و نزول شدید صادرات به ایران دارد. بر اساس ارقام اداره آمار سوئد، ارزش مجموع صادرات سوئد به ایران در ۹ ماهه اول سال ۲۰۱۲ میلادی، ۶۷۸ میلیون کرون بوده که ۸۴ درصد کمتر از مدت مشابه سال پیش از آن است. احمد علوی استاد اقتصاد دانشگاه سوئد دلیل اصلی این کاهش روابط را تحریم‌های اتحادیه اروپا علیه ایران برشمرد.

## دیدارهای مقامات
- دیدار حسن روحانی رئیس جمهور ایران با کارل بیت وزیر امور خارجه سوئد. (بهمن ۱۳۹۲ خورشیدی) حسن روحانی در این ملاقات گفت: در چند هفته اخیر بیش از یکصد شرکت اروپایی به ایران سفر کرده و در حال مذاکره با طرف‌های ایرانی خود هستند، ما برهمین مبنا می‌توانیم روابط اقتصادیمان را با سوئد توسعه دهیم و بخش‌های خصوصی دو کشور در همه زمینه‌ها فعال شوند. وی با بیان اینکه حضور ایرانیان در سوئد فرصت مغتنمی برای روابط فرهنگی و توسعه همکاری‌ها میان دو کشور است، گفت: در فضای جدید به وجود آمده سفر ایرانیان خارج از کشور به ایران گسترش و سرمایه‌گذاری‌های مشترک نیز توسعه یافته‌است. کارل بیت نیز گفت: برای ما ایران کشور بسیار مهمی است. ایران و سوئد از روابط حسنه و دیرینه‌ای برخوردارند. وی افزود: اکنون زمان تحریم‌های تخریبی نیست، بلکه زمان دیپلماسی سازنده است. متأسفانه تندروهایی در دو طرف هستند که برنامه‌های خود را دارند، اما ما در سوئد با صدای بلند گفته‌ایم که تحریم‌ها، راه حل نیستند و باید از دیپلماسی استفاده کرد.[۱۱]
- دیدار استاندار اصفهان با کارل بیت وزیر امور خارجه سوئد. (بهمن ۱۳۹۲ خورشیدی)[۱۲]
- دیدار کارل بیت و محمدجواد ظریف (بهمن ۱۳۹۲ خورشیدی)[۱۳] ظریف در این دیدار با اشاره به قدمت روابط دو کشور که سابقه آن به چند سده می‌رسد، اهمیت گفتگوها و رایزنی‌های نزدیک و پیاپی پیرامون روابط دو جانبه به خصوص همکاری‌های اقتصادی را سازنده و سودمند توصیف کرد. او با اشاره به ظرفیت‌ها و امکانات متقابل دو کشور در حوزه‌های گوناگون اقتصادی و تکنولوژی، سابقه حضور شرکت‌های صنعتی سوئد در ایران را مورد توجه قرار داد و اهمیت بازار بزرگ ایران و هم‌چنین پل ارتباطی برای بازار آسیای مرکزی را به عنوان فرصتی مغتنم برای سایر کشورها یادآور شد. وزیر امور خارجهٔ سوئد نیز با ابراز خوشحالی از نخستین دیدار خود از ایران، فرهنگ غنی ایران زمین و روابط نزدیک و قدیمی دو کشور را خاطرنشان کرد. وی با اشاره به حضور یکصدهزار ایرانی در سوئد و مشارکت و نقش بالای آن‌ها در جامعه سوئد، تصریح کرد که ایران و سوئد موضوعات مورد علاقه مختلفی برای رایزنی و همکاری دارند. کارل بیلت با تأکید بر این که کشور ایران از ظرفیت بزرگی برخوردار است، توسعهٔ همکاری‌های دو کشور در آینده در ابعاد اقتصادی، تجاری، صنعتی و فرهنگی از جمله در حوزه‌های انرژی، صنایع، ارتباطات و توریسم را مورد توجه قرار داد.[۵]

## آمار صادرات و واردات ۱۳۸۷
سوئد سهم خود را از واردات ایران در سال ۱۳۸۷ به ۱٫۲۸دصد افزایش داد. سهم سوئد از کل واردات ایران در سال ۱۳۸۶ به میزان ۰٬۹۳درصد بود. صادرات سوئد به ایران سال گذشته نسبت به سال ۱۳۸۶ به میزان ۵۷ و ۸۳ صدم درصد رشد داشته‌است. سوئد ۷۱۲ میلیون و ۶۰۸ هزار دلار انواع کالا در مدت یاد شده به ایران صادر کرده‌است.